# پیچیده‌ساقه‌واران
پیچیده‌ساقه‌واران (نام علمی: Streptopoideae) نام یک زیرخانواده از تیره سوسنیان است.